# Atropacarus serratus
Atropacarus serratus är en kvalsterart som först beskrevs av Zicman Feider och Suciu 1957.  Atropacarus serratus ingår i släktet Atropacarus och familjen Phthiracaridae. Inga underarter finns listade.